# Богуш, Тимофей Авермевич
Тимофей Авермевич Богуш — новгород-северский боярин начала-середины XV века, представитель шляхетского рода Богушей.

## Биография
Родился в семье некоего боярина Авермия. В других источниках его отец называется Аверком. Согласно историку XIX века Филарету Гумилевскому, являлся предком шляхетского рода Богушей, поселившихся около Любеча и завладевших там землями. В 1438 году получил грамоту литовского князя Свидригайло. 
В этой грамоте Свидригайло дал Тимофею Авермевичу право «волности в шляхетские, в здешнем панстве нашем, великого княжества Литовського, заживати». Также в ней сообщалось, что Тимофей — «человек рыцерский, роду знаменитого, великого, из северской земли, из Новгорода».

## Геральдика
Неизвестно, какой герб использовал Тимофей Аверкович. Богуши, жившие под Любечем, использовали герб Пулкозиц.

Герб Пулкозиц, современная прорисовка

Ещё до этого, в XIII веке польские шляхтичи Станислав и Богуш из Земблице также использовали герб Пулкозиц. 

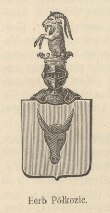
Герб рода Богушей по А. Бонецкому. 1899 год

Сохранилась печать Ивана Богушевича-Жоглича, любечского земянина, жившего в XVI веке. На ней отстутствует Пулкозиц. 

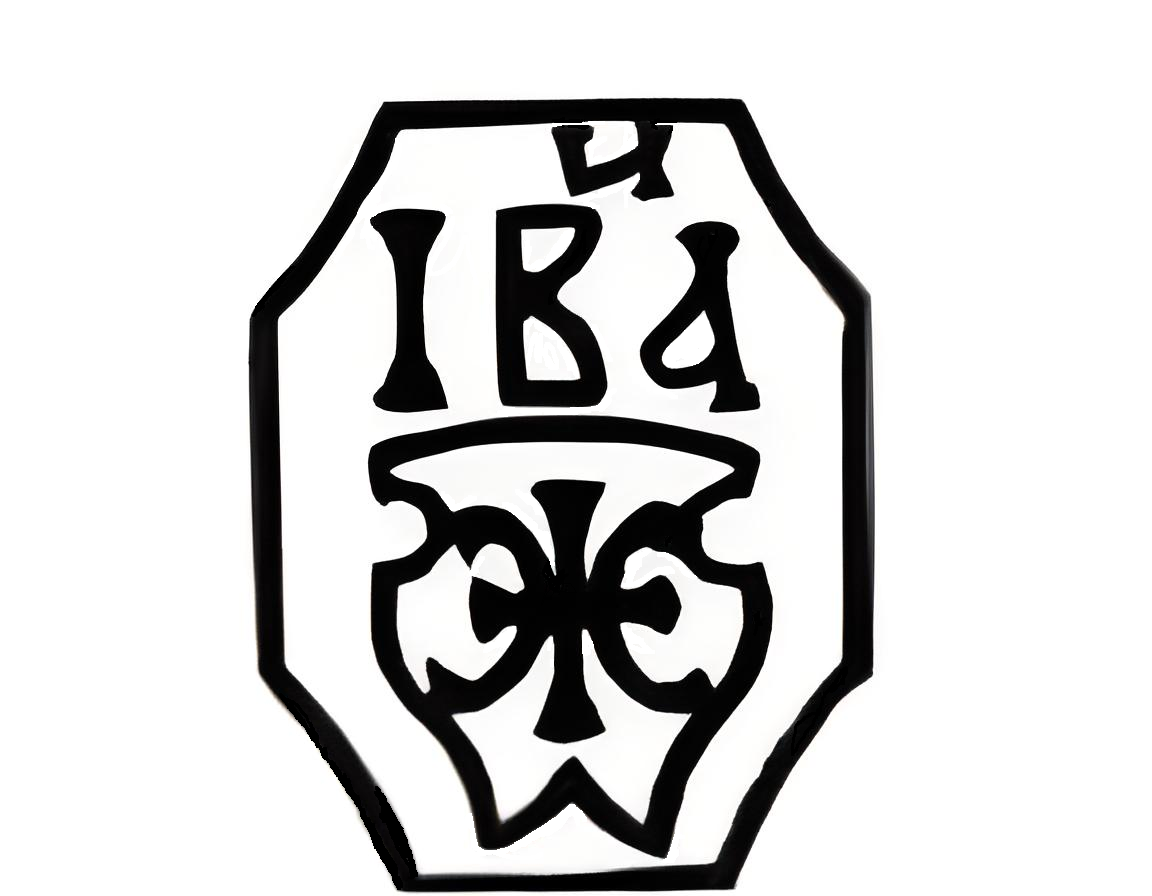
Прорисовка печати Ивана Богушевича (1571)